# Макклафферти, Пэдди
Патрик Джон Макклафферти (англ. Patrick John McClafferty; род. 19 сентября 2004, Киллибегс, Ольстер) — гибралтарский футболист, защитник английского клуба «Блайт Спартанс» и сборной Гибралтара.

## Биография

### Клубная карьера
Родился в городке Киллибегс, в Ирландии, но в детстве переехал с семьёй в Гибралтар. Занимался футболом в испанских клубах недалеко от границы с Гибралтаром. В 2016 году перешёл в молодёжную команду клуба «Сан-Роке». В возрасте 16 лет дебютировал в основном составе клуба, сыграв в сезоне 2020/21 4 матча в испанской Терсере. В 2023 году поступил в Нортумбрийский университет и переехал в Англию, где присоединился к университетской команде и параллельно стал выступать за любительский клуб 9-го дивизиона «Ньюкасл Бенфилд». 8 марта 2025 года перешёл в клуб северной Премьер-лиги (D7) «Блайт Спартанс».

### Карьера в сборной
В основную сборную Гибралтара впервые был вызван в марте 2025 года на матчи отборочного турнира чемпионата мира 2026 против Черногории и Чехии. Дебютировал 22 марта в матче с Черногорией (1:3), в котором вышел на замену на 83-й минуте вместо Бернарду Лопеша.